# بات كلوز
بات كلوز (بالإنجليزية: Pat Close)‏ مواليد 01 يونيو 1948 في لوس أنجلوس - الوفاة 15 فبراير 1988 في هوليوود، كاليفورنيا، الولايات المتحدة، هو ممثل أمريكي بدأ مسيرته الفنية سنة 1960.

## الأعمال
- ذا دونا ريد شو (1961) (بدور: بوتش)
- ذا ريفلمان (1961)
- توايلايت زون (1962) (بدور: بوي)

## روابط خارجية
- بات كلوز على موقع IMDb (الإنجليزية)
- بات كلوز على موقع قاعدة بيانات الفيلم (الإنجليزية)